# (54509) YORP
(54509) YORP (2000 PH5) — небольшой быстровращающийся астероид из группы Аполлонов, относящийся к астероидам, сближающимся с Землёй. Он был обнаружен 3 августа 2000 года командой специалистов из лаборатории LINEAR, Сокорро.

Орбита астероида YORP и его положение в Солнечной системе

## Проходы вблизи Земли
Астероид (54509) YORP движется по своей орбите с периодом, примерно равным земному году. Так же как и для астероида (3753) Круитни, для него характерна подковообразная орбита относительно орбиты Земли. То есть если принять нашу планету за точку отсчёта, то астероид будет двигаться относительно неё по траектории, по форме напоминающей подкову. Он совершает серию проходов по обе стороны относительно Земли примерно каждые 100 лет. Ближайшая серия из восьми таких проходов имела место в период с 1999 по 2006 год, каждый раз в конце июля. А наиболее близкий проход рядом с нашей планетой произошёл в 2002 году, когда астероид сблизился с Землёй до дистанции в 4,5 расстояния до Луны, что составляет примерно 1,7 млн км. Тем не менее, из-за орбитального резонанса орбита астероида в ближайшей перспективе стабильна, и никакой опасности его столкновения с Землёй не существует. Такие объекты также иногда называют квазиспутниками Земли. Впрочем, судя по параметрам его орбиты, он вполне мог когда-то входить в состав системы Земля — Луна.

## Влияние YORP-эффекта на период вращения астероида
Этот астероид интересен прежде всего высокой скоростью вращения вокруг своей оси, связанной с влиянием на него YORP-эффекта, отсюда и название астероида. Ввиду малой массы астероида влияние на него этого эффекта очень существенно, а неправильная форма астероида ещё больше его усиливает. Из-за этого скорость вращения этого тела ежедневно увеличивается на (2,0±0,2)⋅10−4 градуса в день. Так, увеличение скорости вращения (54509) YORP в период между 2001 и 2005 годом привело к смещению фазы вращения астероида на 250° вперёд по сравнению с фазой, рассчитанной в 2001 году, при условии неизменной скорости вращения.
Чтобы предсказать, что произойдёт с астероидом в будущем, было проведено подробное компьютерное моделирование изменения вращения астероида с учётом силы влияния YORP-эффекта и формы астероида. Результаты этого моделирования позволяют предположить, что орбита этого астероида вокруг Солнца может оставаться стабильной ещё 35 млн лет, так что к концу своего существования, когда центробежные силы превысят действие сил гравитации и разорвут астероид на части, период его вращения может достигнуть приблизительно 20 секунд. При этом увеличение скорости вращения в результате тесных сближений с Землёй также было исключено в результате моделирования.
Более простым вариантом YORP-эффекта является эффект Ярковского, который также оказывает определённое воздействие на астероиды, только он не изменяет скорости их вращения, а влияет на саму орбиту астероида. Наиболее ярким примером воздействия этого эффекта является астероид (6489) Голевка.